# Katedrála v Kotoru
Katedrála svatého Trifona (černohorsky: Katedrala Svetog Tripuna, cyrilicí Катедрала Светог Трипуна) v Kotoru je jednou ze dvou římskokatolických katedrál na území Černé Hory. Je centrem kotorské diecéze. Nachází se na náměstí svatého Trifona. Katedrála stojí na místě staršího kostela, který byl založen již v roce 809 a byly v něm uloženy ostatky svatého Trifona přivezené z Konstantinopole a zakoupené od benátských obchodníků. Současný chrám začal být stavěn roku 1124 a dokončen byl roku 1166 v románském slohu, se dvěma nestejně vysokými věžemi. Byl značně poničen zemětřesením v roce 1667, ale byl znovu obnoven a ovšem také přestavěn v barokním slohu, zejména v interiéru. Rovněž zemětřesení z roku 1979 stavbu poškodilo. Stěny zdobí fresky ze 14. století. Oltář je z pravého stříbra. Mnoho stříbra schraňovala i pokladnice v katedrále, ale tu vykradli Napoleonovi vojáci během francouzské okupace. Z katedrálního stříbrného pokladu pak vyráběli mince, jimiž financovali chod okupační posádky. V minulosti chrám sloužil i jako radnice. Poslední velká rekonstrukce proběhla v roce 2003. Dnes se v katedrále nachází též muzeum sakrálního umění, takže turisté musí zaplatit vstupné. Spolu s celým kotorským starým městem je chrám zapsán na seznam Světového dědictví UNESCO.